# Dolmen de Roquetrucade
Le dolmen de Roquetrucade est situé sur les contreforts sud-est de la Montagne Noire à Villeneuve-Minervois dans le département de l'Aude.

## Description
Le dolmen tient son nom du rocher percé (Roquo-Traoucado  en occitan) situé en contrebas. Il n'en demeure que les orthostates latéraux enserrés dans le tumulus. Germain Sicard mentionne y avoir recueilli quelques dents humaines.
A environ 200 m à l'est s'élève le dolmen du Vieil Homme.